# Leontij Hagemeister
Leontij Andrianowicz Hagemeister (Леонтий Андрианович Гагемейстер) (ur. 1780, zm. 1833) – rosyjski odkrywca i podróżnik. Badacz Oceanu Spokojnego.
W latach 1806–1807 Hagemeister odbył podróż z Kronsztadu do Alaski przepływając przez Atlantyk, Ocean Indyjski i Ocean Spokojny na statku o nazwie "Newa". W latach 1808–1809 badał wybrzeża Alaski i przemierzał północną część Pacyfiku. W 1810 Hagemeister wrócił do Petersburga poprzez Syberię. W 1812 został szefem admiralicji w Irkucku. Tam też zaczął budować pierwsze statki do pływania po Bajkale. W latach 1816–1819 dowodził okrętem o nazwie "Kutuzow", który należał do Rosyjsko-Amerykańskiej Kompanii Handlowej. Na nim właśnie po raz pierwszy opłynął Ziemię, zatrzymując się na Alasce. W latach 1828–1839 odbył drugą podobną podróż na statku "Krotki". W trakcie tego rejsu odkrył Atol Mienszykowa w łańcuchu wysp Marshalla i określił położenie niektórych wysp.
Wyspa i cieśnina w rejonie Alaski noszą nazwisko Hagemeistera.